# Intocable
|  | Aquest article tracta sobre una pel·lícula. Vegeu Intocabilitat si voleu informació sobre els intocables de l'Índia. |

Intocable (títol original en francès, Intouchables) és una pel·lícula francesa de 2011 dirigida per Olivier Nakache i Éric Toledano. La història està basada en la vida de Philippe Pozzo di Borgo (autor del llibre Le Second Souffle), tetraplègic des del 1993, i la seva relació amb Abdel Yasmin Sellou, el seu ajudant personal.
Els crèdits finals indiquen que el 5% dels guanys de la pel·lícula seran donats a una organització benèfica per a persones amb paràlisi: Simon de Cyrène, fundada per Lawrence Cherisey. S'ha doblat i subtitulat al català.
La cinta es va estrenar el 23 de setembre de 2011 al Festival de Sant Sebastià arribant a les cartelleres franceses el 2 de novembre i convertint-se, nou setmanes més tard, en la segona pel·lícula més taquillera de la història de França, només darrere de Benvinguts al nord de Dany Boon del 2008.

## Argument
Philippe és un ric aristòcrata vidu que contracta a Driss, un noi negre dels suburbis, que ha estat fa poc condemnat a sis mesos de presó, perquè el cuidi després de quedar tetraplègic en un accident de parapent. El noi capgira la vida de Philippe, ja que no el tracta com un malalt sinó que el convida a seguir gaudint de la vida, fins i tot d'un nou amor. Al seu torn, accedeix a una cultura que el permet protegir millor la seva família.

## Desenvolupament
Philippe Pozzo di Borgo ha dedicat un capítol de la seva autobiografia Le Second souffle a la seva relació amb Yasmin Abdel Sellou, el seu cuidador d'origen algerià, de comportament de perdonavides problemàtic, però valuosa guia.
Philippe Pozzo di Borgo va dir d'Abdel Sellou: 
| « | Com a la pel·lícula, va contestar el meu anunci per continuar tocant els Assedic, i després va dir que la mansió del setè era fàcil de robar. De fet va romandre deu anys | » |

En el seu llibre, escriu del seu company 
| « | és insuportable, vanitós, arrogant, brutal, humà, inconscient. Sense ell, m'hauria mort de descomposició. Abdel em va tractar sense discontinuïtat com si jo fos un nadó. Atent al menor senyal, present durant les meves absències, em va deslliurar quan jo era presoner, protegir quan era dèbil. Em va fer riure quan m’esquerdava. Ell és el meu diable de la guarda | » |

.
Els dos homes testimonien les seves reunions i la seva relació el gener de 2002 en l'emissió de Mireille Dumas Vie privée, vie publique, tema d'un documental produït el 2003 també per Mireille Dumas, A la vie a la mort. El descobriment d'aquest últim informe inspira els cineastes Olivier Nakache i Éric Toledano, que tot i no sentir-se encara preparats per afrontar el tema, però es conjuren per fer una pel·lícula.

Uns anys més tard, després de l'èxit de la pel·lícula Tellement proches, els dos directors van decidir reactivar aquest projecte i visitar Philippe Pozzo di Borgo. Aquest últim, que ja ha rebutjat diverses propostes per l'adaptació al cinema, els recomana el tractament de la història en termes de la comèdia 
| « | Si feu aquesta pel·lícula, que sigui divertida. Aquesta història ha de passar pel prisma de l'humor. Si no hagués conegut a Abdel, m'hauria mort | » |

.

## Repartiment
| Intèrpret       | Personatge |
| --------------- | ---------- |
| François Cluzet | Philippe   |
| Omar Sy         | Driss      |
| Audrey Fleurot  | Magalie    |
| Anne Le Ny      | Yvonne     |

## Premis i nominacions

### Premis
- 2012. César al millor actor per Omar Sy

### Nominacions
- 2012. César a la millor pel·lícula
- 2012. César al millor director per Eric Toledano i Olivier Nakache
- 2012. César al millor actor per François Cluzet
- 2012. César a la millor actriu secundària per Anne Le Ny
- 2012. César al millor guió original per Olivier Nakache i Eric Toledano
- 2012. César a la millor fotografia per Mathieu Vadepied
- 2012. César al millor muntatge per Dorian Rigal-Ansous
- 2012. César al millor so per Jean Goudier, Jean-Paul Hurier i Pascal Armant
- 2013. Gaudí a la millor pel·lícula europea